# 白钩藤
白钩藤（学名：Uncaria sessilifructus）为茜草科钩藤属下的一个种。

## 扩展阅读
- 維基物種上的相關：白钩藤